# Dmitri Ipatov
Pour les articles homonymes, voir Ipatov.
Dmitri Guennadievitch Ipatov (en russe : Дмитрий Геннадьевич Ипатов ; né le 30 juin 1984 à Magadan) est un sauteur à ski russe.

## Palmarès

### Jeux Olympiques
| Épreuve / Édition | Turin 2006 | Vancouver 2010 |
| Petit Tremplin    | 19e        | 46e            |
| Grand Tremplin    | 27e        | 47e            |
| Par Equipes       | 8e         | 10e            |

### Championnats du monde
| Épreuve / Édition | Épreuve / Édition | Oberstdorf 2005 | Sapporo 2007 |
| Petit Tremplin    | Petit Tremplin    | 40e             | 9e           |
| Grand Tremplin    | Grand Tremplin    |                 | 17e          |
| Par Equipes       | PT                | 5e              |              |
| Par Equipes       | GT                | 6e              | 6e           |

### Championnats du monde de vol à ski
| Épreuve / Édition | Planica 2004 | Kulm 2006 | Oberstdorf 2008 |
| Individuel        | 39e          |           | 37e             |
| Par Equipes       | 7e           | 7e        |                 |

### Coupe du monde
- Meilleur classement final: 21e en 2007.
- Meilleur résultat: 5e.